# 서울 성동구의 향토유적
서울 성동구의 향토유적은 다음 각 호에 해당하는 것을 말한다.
1. 문화재보호법 및 전통사찰보존법에 의거 문화재 및 전통사찰로 지정되지 아니한 것과 서울특별시 문화재 보호조례에 의거 서울특별시 지정문화재로 지정되지 아니한 것으로서 성동구의 역사·예술· 학술상 가치가 있는 것과 이에 준하는 유·무형의 자료
2. 향토문화재로서 보존가치가 있는 것으로 기대되는 유적

## 지정 목록
| 번호 | 그림 | 명칭                        | 소재지                | 소유자 (관리자) | 지정·해제일자        | 비고 |
| ---- | ---- | --------------------------- | --------------------- | --------------- | -------------------- | ---- |
| 1호  |      | 아기씨당                    | 성동구 행당동 128-901 | 사유            | 2001년 4월 30일 지정 |      |
| 2호  |      | 안정사터 마애불 명문 약사불 | 성동구 하왕십리동 998 | 사유            | 2010년 6월 29일 지정 |      |